# 건버드
건버드(ガンバード)는 사이쿄가 만든 종스크롤 슈팅 게임이다. 1994년에 아케이드로 처음 출시됐고, 이후 플레이스테이션과 세가 새턴을 포함한 많은 플랫폼에 이식됐다. 1998년에 출시된 후속작 건버드 2와 함께 2004년 건버드 1 & 2로도 재출시됐다.